# Campeonato Mundial de Ajedrez 1921
El Campeonato Mundial de Ajedrez 1921 fue un encuentro entre el aspirante al título José Raúl Capablanca de Cuba, y el campeón defensor Emanuel Lasker de Alemania, aunque Lasker insistió en aparecer como aspirante por su renuncia al título del año anterior. El match se jugó en La Habana (Cuba). La primera partida se jugó el 18 de marzo y la última el 28 de abril de 1921, con victoria de Capablanca. Luego de la partida catorce (con el marcador 9-5 a favor de Capablanca), Lasker abandonó el campeonato, obteniendo Capablanca el título por retirada.

## El encuentro
El encuentro se tenía que jugar al mejor de 24 partidas con las victorias contando 1 punto, los empates ½ punto, y las derrotas 0. Debería haber acabado cuando un jugador obtuviera 12½ puntos o ganase 4 partidas. Si el match hubiera acabado con empate 12 a 12, el campeón defensor (Lasker) habría retenido el título.
| Jugador              | 1 | 2 | 3 | 4 | 5 | 6 | 7 | 8 | 9 | 10 | 11 | 12 | 13 | 14 | Total (Vic) |
| -------------------- | - | - | - | - | - | - | - | - | - | -- | -- | -- | -- | -- | ----------- |
| Emanuel Lasker       | ½ | ½ | ½ | ½ | 0 | ½ | ½ | ½ | ½ | 0  | 0  | ½  | ½  | 0  | 5 (0)       |
| José Raúl Capablanca | ½ | ½ | ½ | ½ | 1 | ½ | ½ | ½ | ½ | 1  | 1  | ½  | ½  | 1  | 9 (4)       |

Lasker abandonó el match prematuramente cuando perdía 9 a 5, por recomendación de su médico.